# Ronaldo González
Ronaldo González (Veracruz, Veracruz; 22 de septiembre de 1999) es un futbolista mexicano, juega como mediocampista y su equipo actual es el Atlante F. C. de la Liga de Expansión MX.

## Trayectoria
Inicios
Ronaldo empezó en las categorías Sub-17 del Club América donde solo jugó 2 partidos.  Para la siguiente mitad del año se incorpora al Atlético Leonés FC de la Tercera División donde tiene más actividad y para el 2018 llega al Atlético Reynosa donde solo juega 2 partidos.

### Correcaminos UAT
Para la segunda mitad de la temporada 2018-19 se incorpora a Correcaminos de la UAT donde inicialmente alternaba juegos entre el equipo de Tercera División y el de Liga Premier, finalmente debutando en copa el 30 de julio de 2019, en el juego en que su equipo empató a 1 gol contra Santos Laguna de visitante.
Poco tiempo después debutaría en Liga de Ascenso el 9 de agosto de 2019 en un partido contra Atlante.

### Atlante Fútbol Club
Para el Apertura 2020 de la Liga de Expansión, llega al Atlante donde anota su primer gol como profesional, un remate de cabeza para finiquitar la goleada 0-3 contra Coyotes de Tlaxcala en el Estadio Tlahuicole. Con el Atlante se volvió pieza importante para conseguir el subcampeonato del Torneo Guardianes 2020 de la Liga de Expansión.

### Querétaro Fútbol Club
El 5 de julio de 2021 se anuncia su incorporación al Querétaro Fútbol Club. Debutó en primera división el 5 de agosto de 2021, entrando de cambio por Raúl Damián Torres en una derrota por 0-1 contra Club León.

### Correcaminos UAT:Segunda Etapa
El 13 de diciembre de 2021 se anuncia su regreso al Correcaminos, estuvo durante casi un año.

### Atlético Morelia
El 26 de noviembre de 2022 llega al Atlético Morelia. Sin embargo solo estuvo en el equipo moreliano ese torneo, en el cual llegaron a la final, aunque no tuvo mucha actividad debido a una lesión. El 24 de mayo de 2023 se anuncia su baja del equipo.

### Atlante Fútbol Club
Para el Apertura 2023 regresa al Atlante.